# Owen Fussey
Owen Fussey (* 2. April 1983 in Winnipeg, Manitoba) ist ein ehemaliger kanadisch-britischer Eishockeyspieler, der unter anderem vier NHL-Spiele für Washington Capitals absolviert hat.

## Karriere
Owen Fussey begann seine Karriere als Eishockeyspieler in seiner Heimatstadt Winnipeg. Auch als er 1998 in der zweiten Runde des WHL Bantam Drafts von den Calgary Hitmen gezogen wurde, spielte er zunächst noch für die Winnipeg Warriors Bantam und wechselte erst 1999 zum WHL-Club aus der Olympiastadt von 1988. 2001 wurde er in der dritten Runde des NHL Entry Drafts von den Washington Capitals gezogen, verblieb aber zunächst noch in Calgary, bevor er im Saisonverlauf zu den Moose Jaw Warriors wechselte. 2003 delegierten die Washington Capitals Fussey zu ihrem damaligen Farmteam, den Portland Pirates, für die er die kommenden zwei Jahre in der American Hockey League spielte. Er wurde aber auch viermal von den Capitals in der National Hockey League eingesetzt. 2005 wechselte er zum AHL-Rekordmeister Hershey Bears, mit denen er 2006 deren neunten AHL-Titel erringen konnte. Die folgenden zwei Jahre spielte er vorwiegend für Columbia Inferno in der ECHL, wurde aber vereinzelt auch von deren AHL-Partnerteam, den Toronto Marlies und in der Spielzeit 2007/08 von den Hershey Bears eingesetzt, mit denen er erneut die AHL gewinnen konnte. Als Columbia Inferno 2008 den Spielbetrieb einstellte, wechselte Fussey nach Europa und spielte zunächst ein Jahr in der italienischen Serie.A1 für den SHC Fassa. Nachdem dort der Klassenerhalt erst in einem Entscheidungsspiel gegen den Sieger der Serie.A2, die WSV Sterzing Broncos, gesichert werden konnte, wechselte er in das Vereinigte Königreich, wo er drei Jahre in der Elite Ice Hockey League aktiv war. Nach einem Jahr bei den Edinburgh Capitals, wo er zum EIHL Newcomer of the Year gekürt wurde, und zwei Spielzeiten für Coventry Blaze beendete er 2012 vorübergehend seine Karriere. 2014 wurde er wieder aktiv und spielte in der zweitklassigen English Premier Ice Hockey League bei den Guildford Flames, bis er 2015 seine Karriere beendete.

### International
Zu internationalen Einsätzen kam Fussey erst nach dem Erwerb der britischen Staatsbürgerschaft, als er mit der britischen Nationalmannschaft an der Weltmeisterschaft 2012 in der Division I teilnahm. Er erzielte dabei den 3:3-Ausgleich beim 5:4-Erfolg im letzten Spiel gegen Ungarn, der die Briten letztendlich vor dem Abstieg aus der A- in die B-Gruppe der Division I bewahrte.

## Erfolge und Auszeichnungen
- 2006 Meister der American Hockey League mit den Hershey Bears
- 2009 Meister der American Hockey League mit den Hershey Bears
- 2010 EIHL-Newcomer of the Year

## Statistik
(Stand: Ende der Saison 2007/08)